# Världsmästerskapen i friidrott 2011

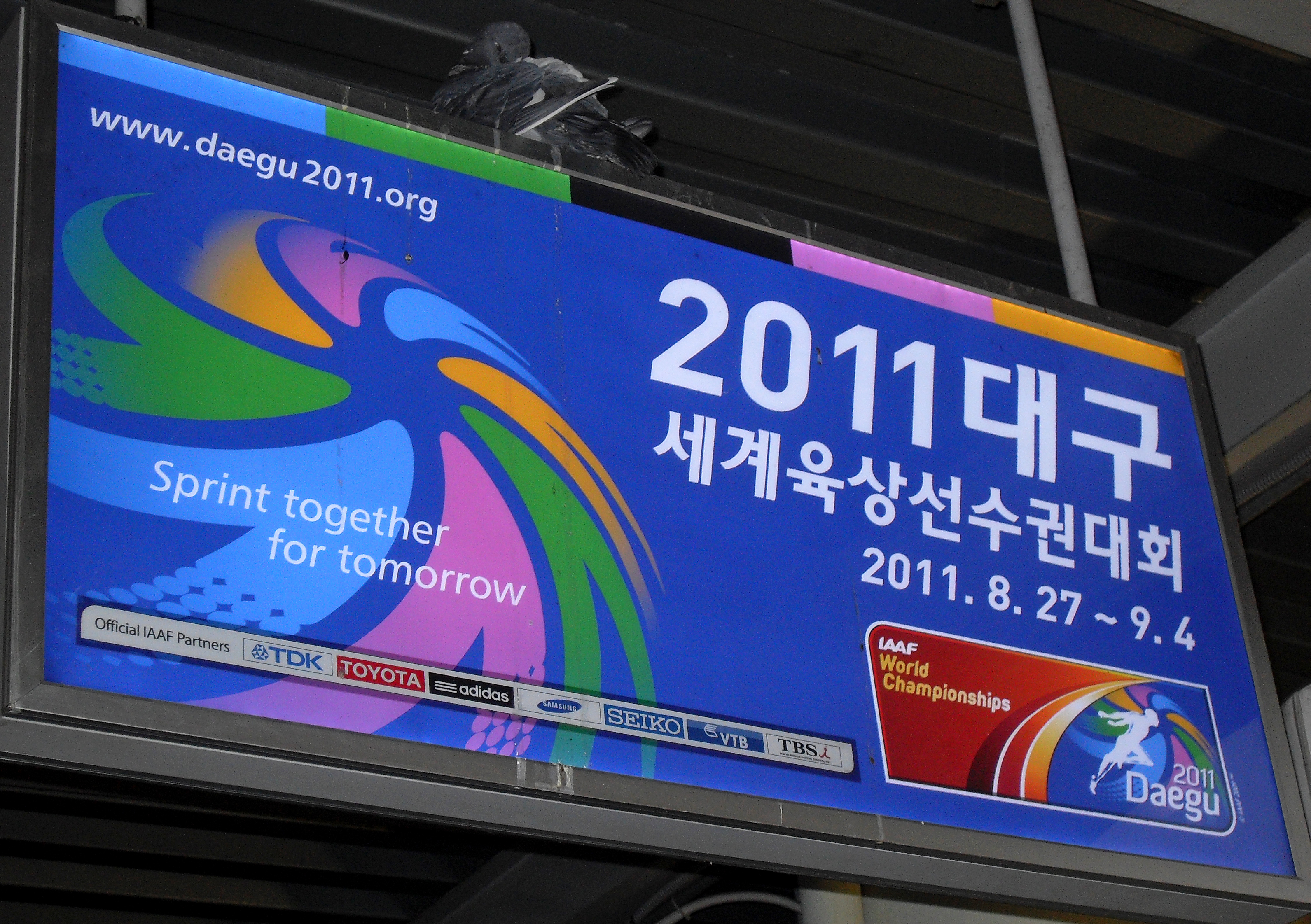
Reklam för tävlingarna vid Daegus station.

Världsmästerskapen i friidrott 2011 arrangerades i Daegu i Sydkorea mellan den 27 augusti och den 4 september 2011 och var de 13:e världsmästerskapen i friidrott. Arenan där tävlingarna ägde rum heter Daegu World Cup Stadium och tar 66 000 åskådare.

## Ansökan
Följande städer sökte:
- Brisbane, Australien
- Daegu, Sydkorea
- Moskva, Ryssland

Valet av arrangörsort gjordes den 27 mars 2007.
Några städer planerade söka eller tog tillbaka ansökan:
- Göteborg, Sverige tänkte söka men avbröt försöken på grund av otillräckligt stöd från svenska staten.[2][3]
- För Casablanca, Marocko och Split, Kroatien lämnade de nationella förbunden in officiella intresseanmälningar, men någon officiell ansökan gjordes ej.[4]

## Kvalkrav
De olika ländernas friidrottsförbund anmäler deltagare. Dessa måste ha klarat A-kvalgränsen eller B-kvalgränsen mellan 1 oktober 2010 och 15 augusti 2011. Friidrottsförbunden får i varje gren anmäla fyra deltagare som klarat A-kvalgränsen, varav tre får tävla. Alternativt får de anmäla två som klarat B-kvalgränsen, varav en får tävla. I maraton gäller bara reglerna om A-kvalgräns, men gränsen är generösare än i någon arenagren. Det finns fler särskilda regler för maraton. I stafett finns bara en kvalgräns och ett lag får anmälas. Regerande världsmästare får alltid delta och räknas inte in i antal per land. Regerande mästare i en kontinent såsom Europa anses ha klarat A-kvalgränsen.
Se IAAF Entry Standards.

## Medaljörer

### Herrar

#### Gång- och löpgrenar
| Gren              | Guld                                                                 | Silver                                                                         | Brons                                                                                |
| ----------------- | -------------------------------------------------------------------- | ------------------------------------------------------------------------------ | ------------------------------------------------------------------------------------ |
| 100 m             | Yohan Blake (JAM)                                                    | Walter Dix (USA)                                                               | Kim Collins (SKN)                                                                    |
| 100 m             | 9,92 SB                                                              | 10,08                                                                          | 10,09                                                                                |
| 200 meter         | Usain Bolt (JAM)                                                     | Walter Dix (USA)                                                               | Christophe Lemaitre (FRA)                                                            |
| 200 meter         | 19,40 WL                                                             | 19,70 SB                                                                       | 19,80 NR                                                                             |
| 400 meter         | Kirani James (GRN)                                                   | LaShawn Merritt (USA)                                                          | Kévin Borlée (BEL)                                                                   |
| 400 meter         | 44,60 PB                                                             | 44,63                                                                          | 44,90                                                                                |
| 800 meter         | David Rudisha (KEN)                                                  | Abubaker Kaki (SUD)                                                            | Jurij Borzakovskij (RUS)                                                             |
| 800 meter         | 1.43,91                                                              | 1.44,41                                                                        | 1.44,49                                                                              |
| 1 500 meter       | Asbel Kiprop (KEN)                                                   | Silas Kiplagat (KEN)                                                           | Matthew Centrowitz (USA)                                                             |
| 1 500 meter       | 3.35,69                                                              | 3.35,92                                                                        | 3.36,08                                                                              |
| 5 000 meter       | Mo Farah (GBR)                                                       | Bernard Lagat (USA)                                                            | Dejen Gebremeskel (ETH)                                                              |
| 5 000 meter       | 13.23,36                                                             | 13.23,64                                                                       | 13.23,92                                                                             |
| 10 000 meter      | Ibrahim Jeilan (ETH)                                                 | Mo Farah (GBR)                                                                 | Imane Merga (ETH)                                                                    |
| 10 000 meter      | 27.13,81                                                             | 27.14,07                                                                       | 27.19,14                                                                             |
| Maraton           | Abel Kirui (KEN)                                                     | Vincent Kipruto (KEN)                                                          | Feyisa Lilesa (ETH)                                                                  |
| Maraton           | 2:07.38                                                              | 2:10.06                                                                        | 2:10.32                                                                              |
| 110 meter häck    | Jason Richardson (USA)                                               | Liu Xiang (CHN)                                                                | Andrew Turner (GBR)                                                                  |
| 110 meter häck    | 13,16                                                                | 13,27                                                                          | 13,44                                                                                |
| 400 meter häck    | David Greene (GBR)                                                   | Javier Culson (PUR)                                                            | L.J. van Zyl (RSA)                                                                   |
| 400 meter häck    | 48,26                                                                | 48,44                                                                          | 48,80                                                                                |
| 3000 meter hinder | Ezekiel Kemboi (KEN)                                                 | Brimin Kiprop Kipruto (KEN)                                                    | Mahiedine Mekhissi-Benabbad (FRA)                                                    |
| 3000 meter hinder | 8.14,85                                                              | 8.16,05                                                                        | 8.16,09                                                                              |
| 4 × 100 meter     | Jamaica (JAM): Nesta Carter Michael Frater Yohan Blake Usain Bolt    | Frankrike (FRA): Teddy Tinmar Christophe Lemaitre Yannick Lesourd Jimmy Vicaut | Saint Kitts och Nevis (SKN): Jason Rogers Kim Collins Antoine Adams Brijesh Lawrence |
| 4 × 100 meter     | 37,04 WR                                                             | 38,20 SB                                                                       | 38,49                                                                                |
| 4 × 400 meter     | USA (USA): Greg Nixon Bershawn Jackson Angelo Taylor LaShawn Merritt | Sydafrika (RSA): Shane Victor Ofentse Mogawane Willem de Beer L.J. van Zyl     | Jamaica (JAM): Allodin Fothergill Jermaine Gonzales Riker Hylton Leford Green        |
| 4 × 400 meter     | 2.59,31                                                              | 2.59,87                                                                        | 3.00,10                                                                              |
| 20 km gång        | Valerij Bortjin (RUS)                                                | Vladimir Kanajkin (RUS)                                                        | Luis Fernando López (COL)                                                            |
| 20 km gång        | 1:19.56                                                              | 1:20.27                                                                        | 1:20.38 SB                                                                           |
| 50 km gång        | Sergej Bakulin (RUS)                                                 | Denis Nizjegorodov (RUS)                                                       | Jared Tallent (AUS)                                                                  |
| 50 km gång        | 3:41.24                                                              | 3:42.45                                                                        | 3:43.36                                                                              |

#### Fältgrenar
| Gren           | Guld                      | Silver                    | Brons                     |
| Hoppgrenar     | Hoppgrenar                | Hoppgrenar                | Hoppgrenar                |
| -------------- | ------------------------- | ------------------------- | ------------------------- |
| Längdhopp      | Dwight Phillips (USA)     | Mitchell Watt (AUS)       | Ngonidzashe Makusha (ZIM) |
| Längdhopp      | 8,45 m SB                 | 8,33 m                    | 8,29 m                    |
| Tresteg        | Christian Taylor (USA)    | Phillips Idowu (UK)       | Will Claye (USA)          |
| Tresteg        | 17,96 m WL PB             | 17,77 m SB                | 17,50 m PB                |
| Höjdhopp       | Jesse Williams (USA)      | Aleksej Dmitrik (RUS)     | Trevor Barry (BAH)        |
| Höjdhopp       | 2,35 m                    | 2,35 m                    | 2,32 m PB                 |
| Stavhopp       | Paweł Wojciechowski (POL) | Lázaro Borges (CUB)       | Renaud Lavillenie (FRA)   |
| Stavhopp       | 5,90 m WL                 | 5,90 m WL                 | 5,85 m                    |
| Kastgrenar     |                           |                           |                           |
| Kulstötning    | David Storl (GER)         | Dylan Armstrong (CAN)     | Andrej Michnevitj (BLR)   |
| Kulstötning    | 21,72 m PB                | 21,64 m                   | 21,40 m                   |
| Diskuskastning | Robert Harting (GER)      | Gerd Kanter (EST)         | Ehsan Hadadi (IRN)        |
| Diskuskastning | 68,97 m                   | 66,95 m                   | 66,08 m SB                |
| Släggkastning  | Koji Murofushi (JPN)      | Krisztián Pars (HUN)      | Primož Kozmus (SLO)       |
| Släggkastning  | 81,24 m SB                | 81,18 m SB                | 79,39 m SB                |
| Spjutkastning  | Matthias De Zordo (GER)   | Andreas Thorkildsen (NOR) | Guillermo Martínez (CUB)  |
| Spjutkastning  | 86,27 m                   | 84,78 m                   | 84,30 m                   |
| Mångkamp       |                           |                           |                           |
| Tiokamp        | Trey Hardee (USA)         | Ashton Eaton (USA)        | Leonel Suárez (CUB)       |
| Tiokamp        | 8607 poäng                | 8505 poäng                | 8501 poäng SB             |

### Damer

#### Gång- och löpgrenar
| Gren          | Guld                                                                         | Silver                                                                                     | Brons                                                                                           |
| ------------- | ---------------------------------------------------------------------------- | ------------------------------------------------------------------------------------------ | ----------------------------------------------------------------------------------------------- |
| 100 m         | Carmelita Jeter (USA)                                                        | Veronica Campbell-Brown (JAM)                                                              | Kelly-Ann Baptiste (TRI)                                                                        |
| 100 m         | 10,90                                                                        | 10,97                                                                                      | 10,98                                                                                           |
| 200 m         | Veronica Campbell-Brown (JAM)                                                | Carmelita Jeter (USA)                                                                      | Allyson Felix (USA)                                                                             |
| 200 m         | 22,22 SB                                                                     | 22,37                                                                                      | 22,42                                                                                           |
| 400 m         | Amantle Montsho (BOT)                                                        | Allyson Felix (USA)                                                                        | Anastasia Kapatjinskaja (RUS)                                                                   |
| 400 m         | 49,56 NR                                                                     | 49,59 PB                                                                                   | 50,24                                                                                           |
| 800 m         | Caster Semenya (RSA)                                                         | Janeth Jepkosgei (KEN)                                                                     | Alysia Johnson Montaño (USA)                                                                    |
| 800 m         | 1.56,35 SB                                                                   | 1.57,42 SB                                                                                 | 1:57.48 SB                                                                                      |
| 1 500 m       | Jennifer Barringer (USA)                                                     | Hannah England (GBR)                                                                       | Natalia Rodríguez (ESP)                                                                         |
| 1 500 m       | 4.05,40                                                                      | 4.05,68                                                                                    | 4.05,87                                                                                         |
| 5 000 m       | Vivian Cheruiyot (KEN)                                                       | Sylvia Jebiwott Kibet (KEN)                                                                | Meseret Defar (ETH)                                                                             |
| 5 000 m       | 14.55,36                                                                     | 14.56,21                                                                                   | 14.56,94                                                                                        |
| 10 000 m      | Vivian Cheruiyot (KEN)                                                       | Sally Kipyego (KEN)                                                                        | Linet Masai (KEN)                                                                               |
| 10 000 m      | 30.48,98 PB                                                                  | 30.50,04                                                                                   | 30.53,59 SB                                                                                     |
| Maraton       | Edna Ngeringwony Kiplagat (KEN)                                              | Priscah Jeptoo (KEN)                                                                       | Sharon Jemutai Cherop (KEN)                                                                     |
| Maraton       | 2:28.43                                                                      | 2:29.00                                                                                    | 2:29.14 SB                                                                                      |
| 100 m häck    | Sally Pearson (AUS)                                                          | Danielle Carruthers (USA)                                                                  | Dawn Harper (USA)                                                                               |
| 100 m häck    | 12,28 CR                                                                     | 12,47 PB                                                                                   | 12,47 PB                                                                                        |
| 400 m häck    | Lashinda Demus (USA)                                                         | Melaine Walker (JAM)                                                                       | Natalja Antiuch (RUS)                                                                           |
| 400 m häck    | 52,47 WL NR                                                                  | 52,73 SB                                                                                   | 53,85                                                                                           |
| 3000 m hinder | Julia Zaripova (RUS)                                                         | Habiba Ghribi (TUN)                                                                        | Milcah Chemos Cheywa (KEN)                                                                      |
| 3000 m hinder | 9:07,03 WL                                                                   | 9:11,97 NR                                                                                 | 9:17,16                                                                                         |
| 4 × 100 m     | USA (USA): Bianca Knight Allyson Felix Marshevet Myers Carmelita Jeter       | Jamaica (JAM): Shelly-Ann Fraser Kerron Stewart Sherone Simpson Veronica Campbell-Brown    | Ukraina (UKR): Olesia Povch Natalja Pohrebnjak Maria Rjemjen Chrystyna Stuj                     |
| 4 × 100 m     | 41,56 WL                                                                     | 41,70 NR                                                                                   | 42,51 SB                                                                                        |
| 4 × 400 m     | USA (USA): Sanya Richards-Ross Allyson Felix Jessica Beard Francena McCorory | Jamaica (JAM): Rosemarie Whyte Davita Prendergast Novlene Williams-Mills Shericka Williams | Ryssland (RUS): Antonina Krivosjapka Natalja Antiuch Ljudmila Litvinova Anastasia Kapatjinskaja |
| 4 × 400 m     | 3.18,09 WL                                                                   | 3.18,71 NR                                                                                 | 3.19,36 SB                                                                                      |
| 20 km gång    | Olga Kaniskina (RUS)                                                         | Liu Hong (CHN)                                                                             | Anisia Kirdjapkina (RUS)                                                                        |
| 20 km gång    | 1:29.42                                                                      | 1:30.00                                                                                    | 1:30.13                                                                                         |

#### Fältgrenar
| Gren           | Guld                   | Silver                  | Brons                           |
| Hoppgrenar     | Hoppgrenar             | Hoppgrenar              | Hoppgrenar                      |
| -------------- | ---------------------- | ----------------------- | ------------------------------- |
| Längdhopp      | Brittney Reese (USA)   | Olga Kutjerenko (RUS)   | Ineta Radeviča (LAT)            |
| Längdhopp      | 6,82                   | 6,77                    | 6,76 SB                         |
| Tresteg        | Olha Saladucha (UKR)   | Olga Rypakova (KAZ)     | Caterine Ibargüen (COL)         |
| Tresteg        | 14,94 m                | 14,89 m                 | 14,84 m                         |
| Höjdhopp       | Anna Tjitjerova (RUS)  | Blanka Vlasic (CRO)     | Antonietta Di Martino (ITA)     |
| Höjdhopp       | 2,03 m                 | 2,03 m SB               | 2,00 m                          |
| Stavhopp       | Fabiana Murer (BRA)    | Martina Strutz (GER)    | Svetlana Feofanova (RUS)        |
| Stavhopp       | 4,85 m AR              | 4,80 m NR               | 4,75 m                          |
| Kastgrenar     |                        |                         |                                 |
| Kulstötning    | Valerie Adams (NZL)    | Nadzeja Astaptjuk (BLR) | Jillian Camarena-Williams (USA) |
| Kulstötning    | 21,24 m CR             | 20,05 m                 | 20,02 m                         |
| Diskuskastning | Li Yanfeng (CHN)       | Nadine Müller (GER)     | Yarelis Barrios (CUB)           |
| Diskuskastning | 66,52 m                | 65,97 m                 | 65,73 m SB                      |
| Släggkastning  | Tatiana Lysenko (RUS)  | Betty Heidler (GER)     | Zhang Wenxiu (CHN)              |
| Släggkastning  | 77,13 m                | 76,06 m                 | 75,03 m                         |
| Spjutkastning  | Maria Abakumova (RUS)  | Barbora Špotáková (CZE) | Sunette Viljoen (RSA)           |
| Spjutkastning  | 71,99 m CL NR WL       | 71,58 m SB              | 68,38 m AR                      |
| Mångkamp       |                        |                         |                                 |
| Sjukamp        | Tatjana Tjernova (RUS) | Jessica Ennis (GBR)     | Jennifer Oeser (GER)            |
| Sjukamp        | 6880 poäng WL          | 6751 poäng              | 6572 poäng                      |

## Sammanfattning
Under tävlingarna noterades ett världsrekord. Det var Jamaicas herrlag på 4 x 100 meter med Nesta Carter, Michael Frater, Yohan Blake och Usain Bolt som noterade tiden 37,04. 
Förutom världsrekordet slogs två mästerskapsrekord. I damernas spjuttävling kastade ryskan Maria Abakumova 71,99 meter en längd som förde upp henne till tredje plats genom alla tider. På 100 meter häck för damer sänkt australiensiskan Sally Pearson sitt personliga rekord från 12,48 till 12,28 vilket innebar att hon slog Ginka Zagortsevas mästerskapsrekord från VM 1987. Även Nya Zeelands Valerie Adams noterade ett tangerat mästerskapsrekord i kulstötning då hon stötte 21,24 meter i sista stöten. Hon tangerade därmed Natalja Lisovskajas mästerskapsrekord från VM 1987.
Förutom rekorden noterades ett antal imponerade prestationer. Kenyanskan Vivian Cheruiyot lyckades vinna guld på både 5 000 och 10 000 meter. Vidare vann Dwight Phillips sitt fjärde raka VM-guld i längdhopp. Även den amerikanska trestegshopparen Christian Taylor hopp på 17,96 bör nämnas. 
Förutom de fantastiska prestationerna blev ett av VM:s stora samtalsämnen Usain Bolt som i finalen på 100 meter tjuvstartade och blev diskvalificerad. Även segraren på 110 meter häck kubanen Dayron Robles blev diskvalificerad för att han störde och rörde vid ett tillfälle kinesen Xiang Liu.
I efterhand fråntogs Maria Savinova sin seger på damernas 800 meter, i samband med att hennes tävlingsresultat från sommaren 2010 till sommaren 2013 ströks på grund av systematisk dopning. Därigenom uppgraderades Caster Semenya till segrare i loppet.